# 横根スキー場
小国町横根スキー場（おぐにまちよこねスキーじょう）は、山形県西置賜郡小国町にあるスキー場。

## 概要
国道113号沿いに位置し、アクセスが良い。道の駅白い森おぐにが隣接している。ファミリー向けなスキー場のため初級者・中級者向けのゲレンデとなっている。ナイターも営業している。

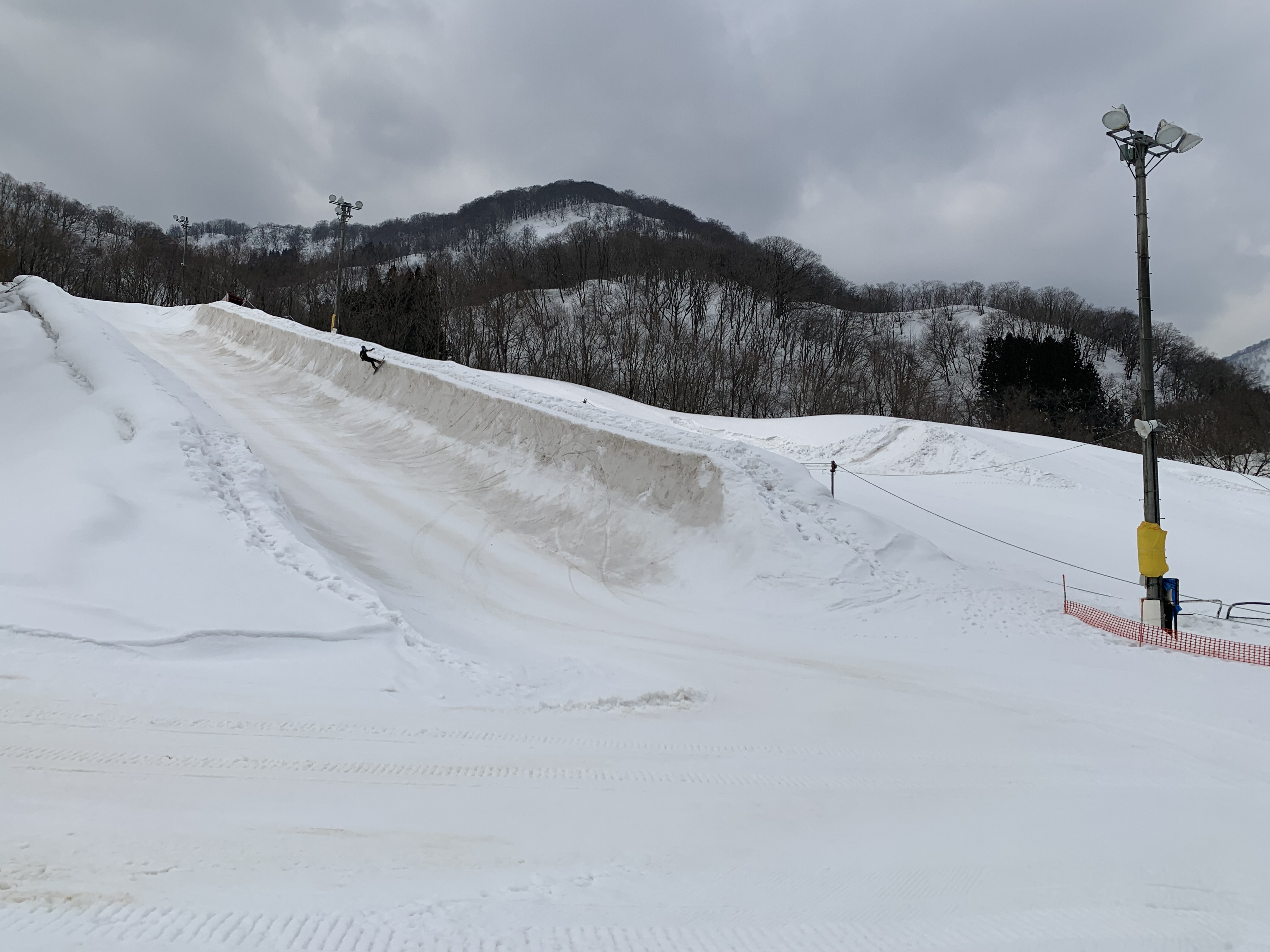
小国町横根スキー場のハーフパイプ

スノーボードも利用可能。ゲレンデ2つの他、スノーボーダー用のハーフパイプコースが存在する。ハーフパイプコースは普通のゲレンデと例年オープン日が異なり、毎週木曜日は休業している。このハーフパイプコースは新潟県出身のプロスノーボード選手、平野歩夢が幼少期に練習で訪れていたことでも知られる。また、各種大会にも使用される。

## アクセス
- 小国駅よりバス8分[2]

## その他
無料駐車場あり。